# 天明大喷发
天明大喷发是指日本淺間山在1783年8月5日（天明3年7月8日）的一次大规模喷发。噴發物總量4.5×108m3、火山爆發指數VEI4。

## 概述

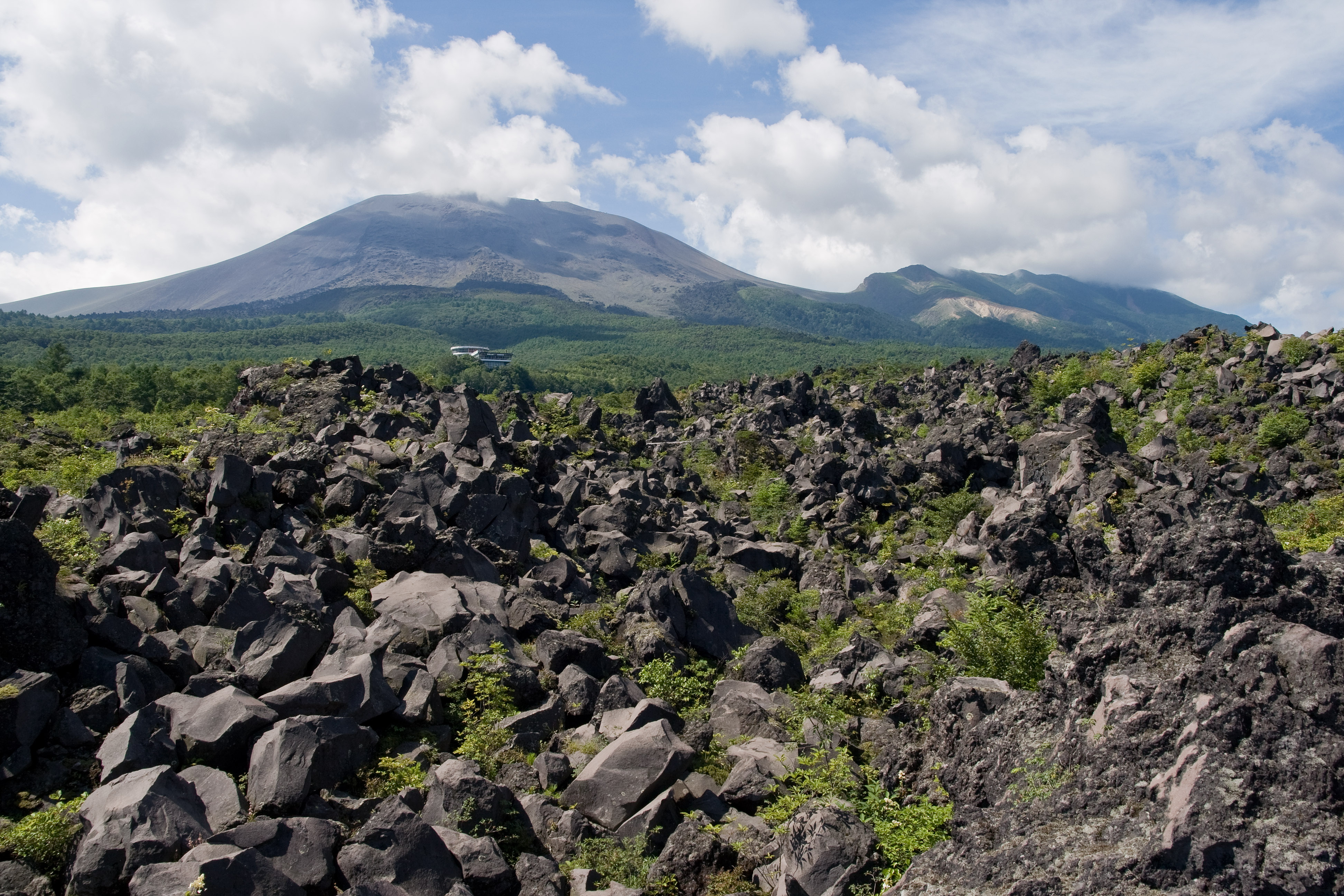
鬼押出是由天明大喷发的熔岩冷卻後形成。

4月9日（舊曆，以下同）出現火山活動的淺間山以一個月的間隔，在5月26日、6月27日出現噴發活動。6月27日起每日皆有噴發。由為這次噴發，火山灰也散落了江戶。7月6日起連三日噴發引起大規模災害。最初是東北與西北方向（淺間山往北方的V字型）的吾妻火砕流（該火碎流皆流到群馬縣側）。接著約三個月持續活動而在山腰堆積的大量噴發物因爆發、噴發的大規模震動而崩塌形成往北的大規模土石雪崩（其爆發音遠至京都）。高速的巨大泥流掩蓋了鎌原村（現嬬戀村大字鎌原地域）與長野原町部分區域，同時也形成天然壩體造成吾妻川河道閉塞。天然壩體崩塌後引發大規模泥流掩沒沿岸村莊並流入主流利根川，現在的前橋市至玉村町一帶都遭到波及。氾濫的利根川將所有都沖至下游，也流入了當時利根川主流江戶川。當時的犠牲者達1624人（上野國一帶就超過1,400人）、流失家屋1151戶、燒毀家屋51戶、倒塌家屋130多戶。在受災最嚴重的鎌原村，477人死亡。最後，「鬼押出熔岩」從北側流下。

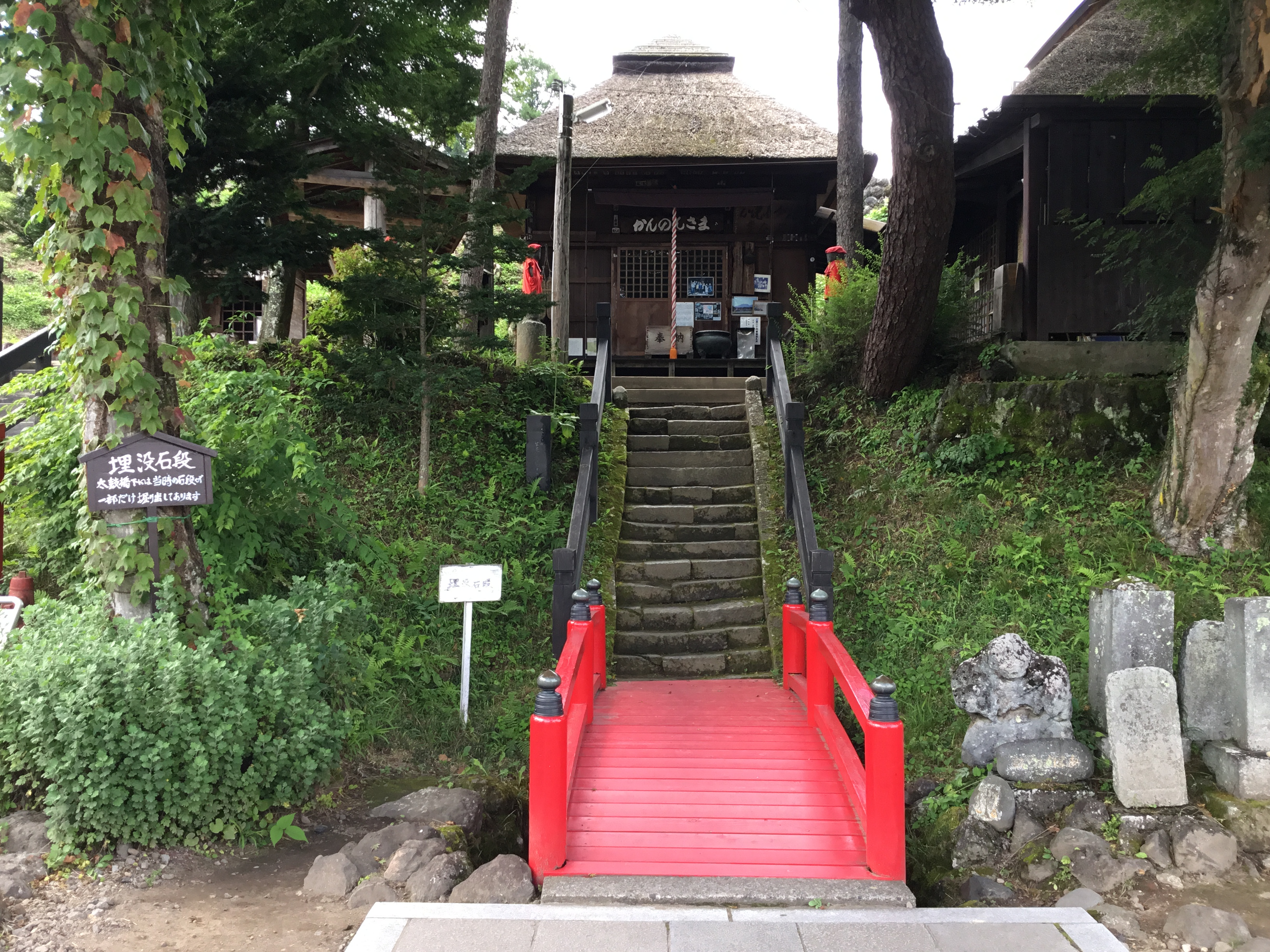
鎌原村

長期以來，人們一直認為熔岩流和火山碎屑流是土砂移動的原因，但低溫乾燥砂粉流才是主要原因。在受災最嚴重的鎌原村進行地質調査後發現，天明3年的噴出物僅佔全體的5%左右。此外，1979年（昭和54年）於嬬戀村進行的挖掘調査發現三間被掩埋的民家，燒毀的物品極少，主要都是常溫的土石。2000年代的調查發現火山灰最遠可至栃木縣鬼怒川至茨城縣霞浦、埼玉縣北部一帶。而大量堆積的火山灰排入利根川本川，造成天明3年與天明6年等水災。

## 天明大饑荒
本次噴發長期被認為是天明大饑荒的原因。另一方面，東北地方北部的岩木山（4月13日，天明3年3月12日）、冰島拉基火山（6月8日）皆在同年噴發，加上格里姆火山火山的長期噴發，造成大量的火山氣體上升到平流層。噴發的塵埃覆蓋了地球的北半部，到達地面的日射量減少，使得北半球低溫化、形成寒害。使得已經嚴重的飢荒情況更加惡化。

## 淺間山熔岩樹型
天明大喷发時，高熱的火碎流包圍樹木燒盡後形成如水井的洞穴。嬬戀村現有數百個樹型，其中約有百個由嬬戀村教育委員會進行維護。樹型小至直徑數十公分、深1公尺，大至直徑2公尺、深5公尺。1940年（昭和15年）8月30日指定為國家特別天然紀念物。

## 外部連結
- 報告書（1783 天明浅間山噴火） （页面存档备份，存于） - 中央防災会議（日語）